# Ergothioneine
Ergothioneine là một amino acid có trong tự nhiên và là một dẫn xuất thiourea của histidin, bao gồm một nguyên tử lưu huỳnh gắn trên vòng imidazole. Hợp chất này xuất hiện ở tương đối ít sinh vật, chủ yếu có trong các loài xạ khuẩn, vi khuẩn lam và một số loại nấm.
Ở người, ergothioneine được hấp thụ hoàn toàn thông qua đường ăn uống rồi tích tụ lại trong hồng cầu, tủy xương, gan, thận, tinh dịch và mắt. Mặc dù tác dụng của ergothioneine trên sinh vật sống đang được nghiên cứu sơ bộ, nhưng vai trò sinh lý của nó đối với con người hiện vẫn còn chưa được biết rõ. Ergothioneine đang được bán rộng rãi dưới dạng thực phẩm chức năng.